# Budots
Budots (  /buˈdɔːts/ ; boo-DOTS ) es un género de música electrónica de baile (EDM) de base que se originó en la ciudad de Dávao, Filipinas y es considerada hiphop de estilo callejero. Con el tiempo, se extendió en las regiones de habla bisaya . Está basada en la música house y los ritmos de tangonggo Sama-Bajau y se considera la primera música electrónica "filipina", caracterizada por su uso intensivo de percusión, bajos hipnóticos, silbidos agudos, y ruidos naturales que rodean la ciudad. Es creada para complementar una forma de baile callejero de estilo libre que lleva el mismo nombre.

## Etimología
Budots es una palabra del argot bisaya para holgazán, o flojo( tagalo : tambay ). Una tesis universitaria publicada en la Universidad de Filipinas en Mindanao sugiere que esta palabra originó a partir de la palabra bisaya burot que significa "inflar", un eufemismo para los delincuentes juveniles que inhalan pegamento llamados " chicos de rugby ". La publicación también afirma que los chicos de rugby bailan en un estilo que se llamaría budots para ocultar o disfrazar su consumo de drogas. Asimismo, se puede rastrear de la palabra bisaya tabudots, que significa "una persona que baila con movimientos impredecibles".

## Orígenes

Un bailarín de budots se lleva el puño a la nariz, de forma similar a como los "chicos del rugby" huelen pegamento a través de bolsas de plástico.

La danza Budots finalmente llegó a los vagabundos desempleados que merodean por la ciudad de Dávao. El estilo es parecido a como se mueve un gusano o un muñeco de trapo, al mover las caderas mientras mueve los brazos y las piernas en movimientos lentos. Uno de sus movimientos característicos consiste en abrir y cerrar las rodillas mientras se está en cuclillas, con los brazos balanceándose y apuntando al azar. A pesar de sus movimientos de estilo libre, las poses en la danza budots posiblemente estén inspiradas en los Sama-Bajau (conocido localmente simplemente como Badjao) que actúan como músicos callejeros, ya sea a través de variaciones de la danza tradicional Pangalay o sus artes marciales indígenas como el kuntaw y langka baruwang . El escritor y músico Dominic Zinampan establece que la conexión entre los budots y el pueblo badjao es poco clara, ya que es difícil decir cuál influyó en el otro.
El baile de Budot solía realizarse con música de baile electrónica extranjera hasta que Sherwin Calumpang Tuna, el gerente de un cibercafé que se conoce como DJ Love o Lablab, creó un nuevo género de música tecno para complementar el baile usando FL Studio, al que la población local se refiere como " bistik " (abreviatura de Bisayang Tikno, "techno visayan"). Al igual, Tuna coreografió pasos de baile para que sus amigos los interpretaran en sus videos musicales de budots, los cuales sube a su canal de YouTube desde el 3 de febrero de 2009. Según Vice, los videos recopilatorios de baile de budots presentan "gráficos en un estilo parecidos a los de la era Myspace, bailes libres y los nombres de CamusBoyz' o 'DJ Love'".
A pesar de que la imagen general del budots lo asocia la sexualidad abierta, las guerras de pandillas y la delincuencia juvenil, DJ Love ha tomado medidas para distanciarse a sí mismo y a sus mezclas de budots de los problemas que afectan a la ciudad de Dávao. Sus videos musicales incluyen mensajes como "Sí a la danza; no a las drogas" o "Sí a la danza; no a los disturbios". El género, y sus creadores se han convertido en el receptores del ciberacoso .

## Características
La música de Budots se caracteriza por ser una variante de la música electrónica y house.Se caracteriza por patrones de cuatro en el piso de 140 bpm, líneas de bajo pulsantes, múltiples capas de percusión, muestras vocales distorsionadas, rellenos de DJ a lo largo de la pista y ganchos únicos de sintetizador agudos (a los que se les refiere onomatopéyicamente como tiw tiw ). También presenta similitudes con Eurodance, pero carece de las voces melodramáticas, las melodías de piano exageradas y las expresiones de vulnerabilidad emocional, cambiando estas por bromas lascivas e invitaciones a fiestas energéticas. La mayoría de las pistas de budots no tienen elementos habituales de la música pop, como lo son versos, estribillos y progresiones de acordes. En lugar, los ritmos enérgicos se unen con efectos de sonido "cursis", como raspaduras de vinilo o risas de ardilla. Las canciones de budots que sí cuentan con letra están escritos en cualquiera de los idiomas bisayanos .
A diferencia de la mayoría de la música de baile que se suele reproducir en los clubes nocturnos, el género de budots se interpretan al aire libre, como en las canchas de baloncesto y en callejones. Además, tiene un elemento de viralidad, ya que su distintivo sonido repetitivo y sus movimientos frenéticos han servido como fondo de varios memes filipinos de Internet como Hala Mahulog. (que se traduce como "Oh no, está a punto de caerse!") y el desafío Taga-asa Ka/ Tagasaan Ka (que significa"¿De dónde eres?").
Los periodistas musicales de Filipinas han criticado la música budots por su falta de forma, repetitividad, calidad de bricolaje y efectos de "sonido barato". Al contrario, también reconocen cómo la población de Dávao ha reinterpretado un género musical occidental y lo ha remodelado a su gusto, así como la flexibilidad de la música budots para mantenerse relevante al crear "remixes" de cualquier canción popular del momento.

## Representaciones en la cultura popular
Los budots aparecieron por primera vez en los medios de comunicación filipinos principales en el año 2008, cuando Ruben Gonzaga, el ganador de Pinoy Big Brother: Celebrity Edition 2, interpretó los pasos de baile en la televisión nacional. En 2012, en un episodio del programa de revista de noticias de GMA Network , Kapuso Mo, Jessica Soho presentó un segmento acerca del budots. En un esfuerzo por describir esta subcultura regional a una audiencia televisiva de Metro Manila, la presentadora Jessica Soho llamó a la danza budots la versión filipina de otras danzas de moda en ese momento, como el dougie en los Estados Unidos y la "danza del caballo". en Gangnam Style de Psy de Corea del Sur, explicándolo como un estilo "aparentemente libre parecido al pandanggo ". También mencionó que en algunos casos, los artistas realizaron el "baile spageti" que fue popularizado por SexBomb Girls, pero gran parte del tiempo lo pasaban moliendo mientras estaban en cuclillas, lo cual hizo que fuera considerado vulgar por aquellas personas que no estaban familiarizadas con el género.
En 2017, BuwanBuwan, un colectivo filipino de música electrónica, lanzó una lista de reproducción de música budots como parte de su desafío mensual dirigido a sus productores. Cada pista contenía extractos de discursos del presidente filipino Rodrigo Duterte, quien vive en la ciudad de Dávao. El colectivo y sello londinense Eastern Margins lanzó un álbum recopilatorio titulado "Redline Legends", que presenta reinterpretaciones de géneros de música dance del este y sudeste asiático, como los budots, el vinahouse de Vietnam y el funkot de Indonesia.
En 201, el grupo de baile callejero D'Squared Cru de la ciudad de Dávao ganó el segundo lugar en el concurso de baile VIBE PH después de realizar una rutina que incluía temas de budots, como Budotz de Q-York, Asukarap y Kiat Jud Dai . Su coreografía para el segmento Kiat Jud Dai se volvió viral en China después de que varios creadores de contenido en TikTok y otras redes sociales interpretaron estos pasos de baile, al que le llamaron "baile del péndulo eléctrico" (电摆舞, diàn bǎi wǔ ). La celebridad china Wang Yibo bailó con Kiat Jud Dai en un episodio del programa Upward Everyday de Hunan Television .
En 2019, D'Squared Cru participó en la primera temporada de World of Dance Filipinas, donde también presentaron un tema budots, pero desafortunadamente, no lograron avanzar a la siguiente etapa de la competencia. Posteriormente, el grupo viajó a China durante el mismo año para participar en Dance in Step de Shenzhen Satellite TV . Su actuación en la Ronda 1 contó con su coreografía de budots viral, que dejó impresionados a los tres jueces.
El documental Budots: The Craze dirigido por Jay Rosas y Mark Paul Limbaga abordó el género musical y su estilo de baile, presentando una entrevista con DJ Love. De acuerdo con el periódico Sun Star de Davao City, la película "plantea preguntas sobre el control creativo y el alcance de la propiedad", ya que la música de DJ Love se escuchó en las cadenas de televisión filipinas sin el reconocimiento ni compensación adecuados. Asimismo, alegó que un YouTuber reclamó la propiedad de sus mezclas populares. El documental se estrenó en 2019 en el Festival de Cine Independiente de Filipinas Cinemalaya y recibió una nominación a Mejor Documental en el 43.er Premio Gawad Urian .
Un restaurante en Cagayán de Oro hizo que los camareros bailaran budots cuando se encendieron las luces de la discoteca . En 2019, un anuncio de Lucky Me! Pancit Canton utilizó budots como dispositivo mnemotécnico para su método de "cocción sin drenaje". El grupo de parodias musicales con sede en YouTube llamado SiIvaGunner, conocido por sus combinaciones y remixes de bandas sonoras de videojuegos, incorporó budots en varios videos. 
En febrero de 2023, Manila Community Radio ganó la sexta subvención del Broadcast Lab de Boiler Room para montar una exhibición que representaba el budots y sus numerosas variantes. Broadcast Lab financia ideas en el espacio de la radiodifusión y atrae a nuevas audiencias a escenas, comunidades y artistas poco representados. Esta sesión de grabación tuvo lugar en abril de 2023 en un lugar desconocido y contó con DJ Love, Libya Montes, Teya Logos, Showtime Official Club, T33G33, Hideki Ito, obese.dogma777 y Pikunin.
Los "remixes" de canciones populares de Budot se han convertido en pilares de los festivales filipinos, las estaciones de radio locales y las fiestas navideñas . También ha evolucionado en una forma de autoexpresión " poco cool " pero no necesariamente despectiva hacia uno mismo.
La película de terror irlandés-filipina de 2022, Nocebo, también muestra Budots como parte de su banda sonora.

## Uso en la política filipina

Un título en el video musical Bloom Techmo Bomb Mix de DJ Love dice: "Under Martial Law With Love", que puede leerse como apoyo a la Proclamación No. 216 del presidente Rodrigo Duterte.

Durante su mandato como alcalde de la ciudad de Dávao, Duterte fue visto bailando budots en dos ocasiones en el año 2015. Un vídeo mostraba a Duterte bailando con estadounidenses de habla cebuano del canal de YouTube Hey Joe Show! , mientras que el otro clip lo muestra bailando con adolescentes locales en un parque público. La viralidad de estos vídeos pudo haberle ayudado a ganar las elecciones presidenciales de 2016 . Un discurso publicado en la Universidad de Filipinas Diliman afirma que los budots han sido elementales para consolidar la postura populista de Duterte como un político de masas que supuestamente está profundamente inmerso en la cultura visaya. Los enunciados que se encuentran en los vídeos de música de budots de DJ Love, como "Sí a la danza" y "No a las drogas", pueden leerse como apoyo a la postura de línea dura de Duterte sobre la criminalización del abuso de drogas .
Varios políticos filipinos han intentado utilizar los budots para atraer votantes también. Ramon Bong Revilla Jr., candidato a senador en 2019 es un ejemplo de este fenómeno. Apareció en un anuncio de televisión nacional bailando con música de budots, y los críticos afirmaron que no habló de ningún plan de gobierno durante la campaña entera. Revilla ganó el undécimo escaño vacante en el Senado (de 12), incluso bailando un poco después de la proclamación oficial. DJ Love mencionó que Revilla usó su tema sin permiso y pidió una compensación a Camus Girls, el grupo de baile que popularizó la coreografía.
El anuncio político de Revilla fue destacado como uno de los mejores memes filipinos de 2019. En su columna para el Daily Tribune, Larry Faraon afirmó que la victoria de Revilla, basada en su baile viral, es un reflejo de la cultura electoral en Filipinas. El senador Pánfilo Lacson lamentó la situación "patética" de los votantes filipinos al dejarse influenciar tan fácilmente por las representaciones teatrales de los candidatos electorales, así como hacer bromas y la ejecución de bailes budots.
La entonces alcaldesa de Dávao , Sara Duterte-Carpio, hija del presidente Duterte, expressó su preocupación acerca del uso de la canción Manila de 1976 de Hotdog durante el desfile del equipo de Filipinas durante la ceremonia de apertura de los Juegos del Sudeste Asiático de 2019 . Sara Duterte-Carpio afirmó que el título se centra en la capital y no representa a todo el país, en su lugar, sugirió usar un tema budots, ya que sus compañeros davaoeños lo "inventaron".